# Dubravko Pavličić
Dubravko Pavličić (Zagreb, 28. studenoga 1967. – Elche, 4. travnja 2012.) bio je hrvatski nogometaš.

## Klupska karijera
U svojoj klupskoj karijeri nastupao je za NK Dinamo Zagreb, NK Rijeka, Hércules CF, UD Salamanca i Racing Ferrol. Pavličić je prošao nogometnu školu u NK Radniku iz Velike Gorice, zatim je pristupio zagrebačkom Dinamu i igrao za Dinamovu juniorsku momčad. Prvi puta nastupio je u službenoj utakmici za seniorsku momčad Dinama, 1986. godine, u derbiju protiv Hajduka u Splitu kada je Dinamo pobijedio s 4:0. Za zagrebački Dinamo odigrao je sveukupno 124 utakmice i postigao 7 pogodaka.
Veći dio karijere proveo je u Španjolskoj gdje je poslije ostao živjeti i jedno vrijeme igrao nogomet amaterski.

## Reprezentativna karijera
Igrao je u mladoj jugoslavenskoj U-20 reprezentaciji koja je 1987. godine osvojila naslov svjetskog prvaka u Čileu i igrao je u svih šest utakmica toga svjetskog prvenstva. Za Hrvatski nogometnu reprezentaciju odigrao je 22 utakmice u razdoblju od 1992. do 1997. godine. Debitirao je 8. srpnja 1992. godine na turneji po Australiji a zadnji je nastup za Vatrene imao 12. lipnja 1997. godine na turniru u japanskom gradu Sendaiju u dvoboju protiv Turske, 1:1.
Bio je sudionikom europskog prvenstva 1996. godine u Engleskoj gdje je igrao u dvije utakmice, Hrvatska - Turska, 1:0 (ušao kao zamjena u 90. minuti) i Portugal - Hrvatska, 3:0 (odigrao cijeli susret).

## Bolest, smrt i ispraćaj
Preminuo je nakon duge i teške bolesti u bolnici u španjolskom gradu Elcheu, od raka gušterače, u 45. godini, 4. travnja 2012. godine. Posljednji ispraćaj Dubravka Pavličića bio je 6. travnja 2012. godine na krematoriju u Alicanteu a dio pepela su, sukladno njegovoj želji, paraglajderi rasuli u Sredozemno more. Na drugoligaškoj utakmici njegova bivšeg kluba Hérculesa protiv Girone istoga dana susret je počeo minutom šutnje, a gledatelji su u petoj minuti, simbolički se prisjećajući njegovih nastupa u plavo-bijelom dresu s brojem pet, ustali sa sjedala i ovacijama mu odali počast skandirajući: "Dudo, Dudo, Dudo Pavlicic!"

## Spomen
- Od 9. lipnja 2012. godine njemu u spomen ulaz broj pet stadiona Estadio José Rico Pérez u Alicanteu nosi ime Dubravka Pavličića.[7][8][9]

## Zanimljivosti
- U završnici za naslov naslov svjetskog prvaka u Čileu 1987. godine Jugoslavija U-20 igrala je protiv tadašnje SR Njemačke U-20 i nakon boljeg izvođenja jedanaesteraca pobijedila a Pavličić je otvorio seriju, prvi je izvodio udarac i, pogodio.[1]
- Pavličić se bavio paraglajdingom i bio je doprvak Španjolske u paraglajdingu.[7]
- Na pripremama za EURO '96 izbornik Miroslav Blažević inzistirao je da Pavličić i Elvis Brajković ošišaju kosu: "A zašto to ne tražite od Bobana?", pobunio se Pavličić. "Kad budeš Boban, nećeš ni ti morati!", u svom stilu odgovorio mu je Ćiro. Sljedećeg jutra Pavličić se pojavio obrijan na nulericu i stao pokraj Igora Pamića. "Kad već nisam Boban, barem mogu biti Pamić!", poentirao je Dubravko.[10]

## Vanjske poveznice
- Dubravko Pavličić, statistika na stranicama HNS-a
- (engl.) Dubravko Pavličić[neaktivna poveznica], profil na Transfermarkt.de